# Vardashat (Hadrut)
Vardashat (in armeno Վարդաշատ?, in azero Edişə) è una comunità rurale del distretto di Xocavənd in Azerbaigian, facente parte fino al 2020 della regione di Hadrowt' nella repubblica di Artsakh, già repubblica del Nagorno Karabakh, situata in zona collinare a pochi chilometri dal capoluogo regionale.
Secondo il censimento del 2015 contava 162 abitanti.

## Storia
Durante il periodo sovietico, il villaggio faceva parte del distretto di Hadrut dell'Oblast' Autonoma del Nagorno Karabakh. Dopo la Prima guerra del Nagorno Karabakh, il villaggio fu amministrato come parte della regione di Hadrut della Repubblica separatista di Artsakh. Il villaggio passò sotto il controllo dell'Azerbaigian il 15 ottobre 2020, durante la guerra del Nagorno Karabakh del 2020.

## Monumenti e luoghi d'interesse
I siti del patrimonio storico presenti nel villaggio e nei suoi dintorni includono la chiesa di Santa Ripsima (Սուրբ Հռիփսիմե), risalente al XVII secolo.